# Hipgnosis

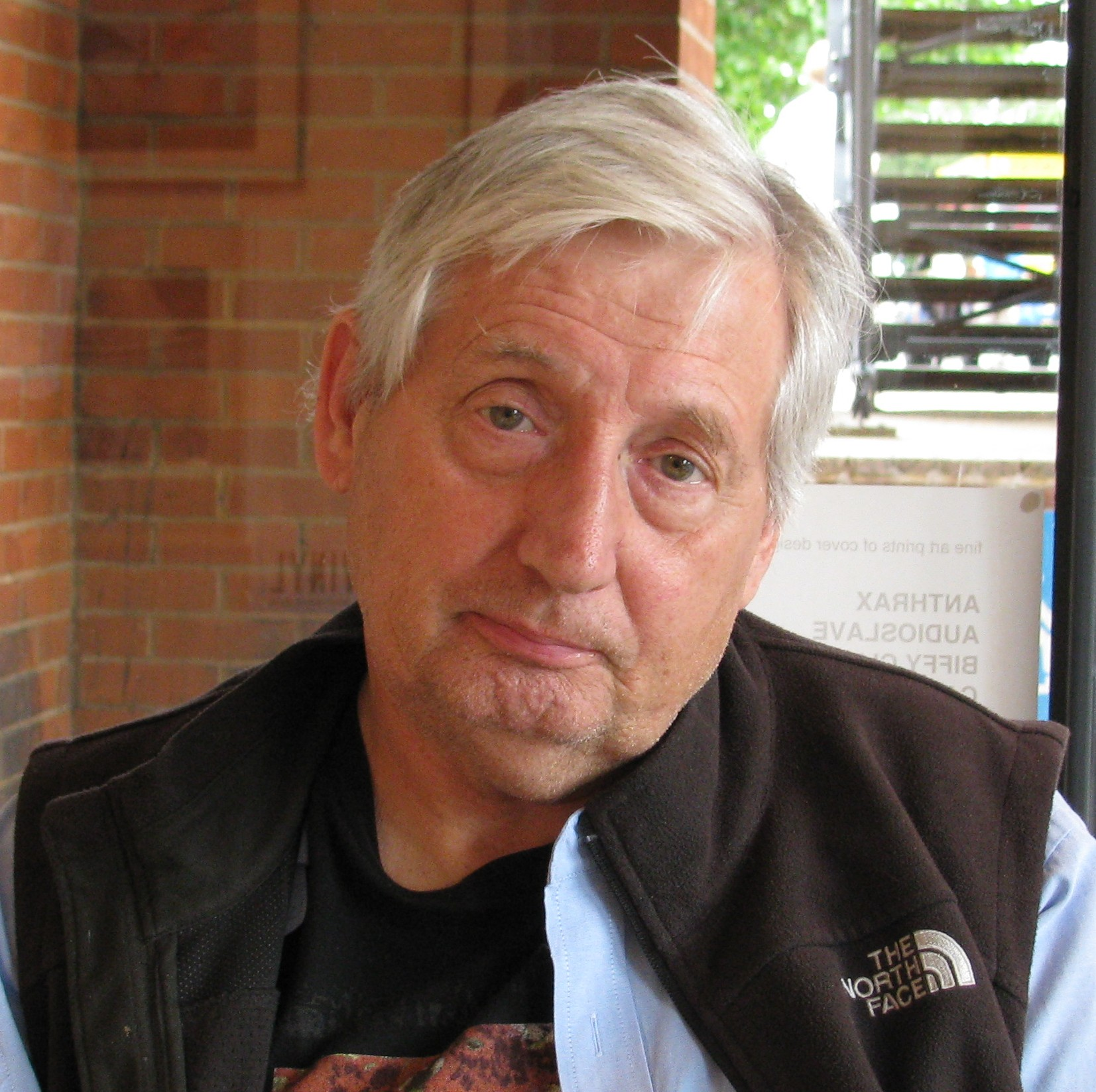
Storm Thorgerson

Hipgnosis est le nom d'un collectif de graphisme britannique formé en 1968. Il travaille dans le domaine du design graphique (photographies, illustrations). Le groupe a rapidement acquis une notoriété internationale grâce à la création de pochettes d'albums novatrices pour des groupes de rock progressif au cours des années 1970, notamment Pink Floyd, Yes, Genesis et Led Zeppelin.
Hipgnosis est à l'origine composé de Storm Thorgerson et Aubrey Powell, auxquels vient s'ajouter Peter Christopherson en 1974. Au cours des années, le collectif d'artistes emploie de nombreux assistants et des designers freelance. Il se sépare en 1983, mais Thorgerson continue à travailler sur les pochettes des albums de Pink Floyd.
La pochette de A Saucerful of Secrets fut la première création d'Hipgnosis, en 1968.

## Pochettes de disques (sél.)
| Année | Artiste                        | Titre                                  |
| ----- | ------------------------------ | -------------------------------------- |
| 1968  | Pink Floyd                     | A Saucerful of Secrets                 |
| 1968  | The Gods                       | Genesis                                |
| 1969  | Pink Floyd                     | More                                   |
| 1969  | The Gods                       | To Samuel a Son                        |
| 1969  | Pink Floyd                     | Ummagumma                              |
| 1970  | The Greatest Show on Earth     | Horizons                               |
| 1970  | Pink Floyd                     | Atom Heart Mother                      |
| 1970  | Quatermass                     | Quatermass                             |
| 1970  | The Pretty Things              | Parachute                              |
| 1970  | The Greatest Show on Earth     | The Going's Easy                       |
| 1970  | Syd Barrett                    | The Madcap Laughs                      |
| 1970  | The Nice                       | Five Bridges                           |
| 1970  | Toe Fat                        | Toe Fat                                |
| 1970  | Cochise                        | Cochise                                |
| 1970  | Compilation Harvest Records    | Picnic - A Breath of Fresh Air         |
| 1971  | T. Rex                         | Electric Warrior                       |
| 1971  | Toe Fat                        | Toe Fat 2                              |
| 1971  | Marvin, Welch & Farrar         | Marvin, Welch & Farrar                 |
| 1971  | The Nice                       | Elegy                                  |
| 1971  | Pink Floyd                     | Meddle                                 |
| 1971  | Electric Light Orchestra       | The Electric Light Orchestra           |
| 1971  | Audience                       | House on the Hill                      |
| 1971  | Edgar Broughton Band           | Edgar Broughton Band                   |
| 1971  | Wishbone Ash                   | Pilgrimage                             |
| 1971  | Climax Blues Band              | Tightly Knit                           |
| 1971  | Tear Gas                       | Tear Gas                               |
| 1971  | Stackridge                     | Stackridge                             |
| 1972  | Flash                          | Flash                                  |
| 1972  | Wishbone Ash                   | Argus                                  |
| 1972  | The Nice                       | Autumn '67 - Spring '68                |
| 1972  | Renaissance                    | Prologue                               |
| 1972  | Edgar Broughton Band           | Inside Out                             |
| 1972  | Audience                       | Lunch                                  |
| 1972  | The Pretty Things              | Freeway Madness                        |
| 1972  | Pink Floyd                     | Obscured by Clouds                     |
| 1972  | Blue Mink                      | A Time of Change                       |
| 1972  | Roger Cook                     | Meanwhile... Back at the World         |
| 1973  | Electric Light Orchestra       | ELO 2                                  |
| 1973  | Pink Floyd                     | Dark Side of the Moon                  |
| 1973  | Roger Cook                     | Minstrel in Flight                     |
| 1973  | Electric Light Orchestra       | On the Third Day                       |
| 1973  | Edgar Broughton Band           | Oora                                   |
| 1973  | Al Stewart                     | Past, Present and Future               |
| 1973  | Led Zeppelin                   | Houses of the Holy                     |
| 1973  | Audience                       | You Can't Beat 'em                     |
| 1973  | Roy Harper                     | Lifemask                               |
| 1973  | Renaissance                    | Ashes Are Burning                      |
| 1973  | Wishbone Ash                   | Wishbone Four                          |
| 1973  | Wishbone Ash                   | Live Dates                             |
| 1973  | Flash                          | Out of Our Hands                       |
| 1973  | Free Creek                     | Music from Free Creek                  |
| 1973  | Humble Pie                     | Thunderbox                             |
| 1973  | Emerson, Lake and Palmer       | Trilogy                                |
| 1974  | Sharks                         | Jab It in Yore Eye                     |
| 1974  | Uno                            | Uno                                    |
| 1974  | Wishbone Ash                   | There's the Rub                        |
| 1974  | Renaissance                    | Turn of the Cards                      |
| 1974  | Roy Harper                     | Valentine                              |
| 1974  | Roy Harper                     | Flashes from the Archives of Oblivion  |
| 1974  | Bad Company                    | Bad Company                            |
| 1974  | Genesis                        | The Lamb Lies Down on Broadway         |
| 1974  | Blue Mink                      | Fruity                                 |
| 1974  | Syd Barrett                    | Syd Barrett                            |
| 1974  | 10cc                           | Sheet Music                            |
| 1974  | Pink Floyd                     | A Nice Pair                            |
| 1974  | The Pretty Things              | Silk Torpedo                           |
| 1974  | UFO                            | Phenomenon                             |
| 1975  | UFO                            | Force It                               |
| 1975  | The Pretty Things              | Savage Eye                             |
| 1975  | Pink Floyd                     | Wish You Were Here                     |
| 1975  | Bad Company                    | Straight Shooter                       |
| 1975  | Renaissance                    | Scheherazade and Other Stories         |
| 1975  | Roy Harper                     | HQ                                     |
| 1975  | Edgar Broughton Band           | A Bunch of 45s                         |
| 1975  | The Greatest Show on Earth     | The Greatest Show on Earth             |
| 1975  | 10cc                           | The Original Soundtrack                |
| 1975  | The Pretty Things              | S.F. Sorrow / Parachute                |
| 1975  | Al Stewart                     | Modern Times                           |
| 1975  | Wings                          | Venus and Mars                         |
| 1975  | Alberto y Lost Trios Paranoias | Alberto y Lost Trios Paranoias         |
| 1975  | Caravan                        | Cunning Stunts                         |
| 1975  | Sassafras                      | Wheelin 'n' Dealin                     |
| 1975  | Bob Sargeant                   | First Starring Role                    |
| 1975  | Strife                         | Rush                                   |
| 1975  | The Winkies                    | The Winkies                            |
| 1976  | AC/DC                          | Dirty Deeds Done Dirt Cheap            |
| 1976  | Montrose                       | Jump on It                             |
| 1976  | Kevin Coyne                    | Heartburn                              |
| 1976  | Wings                          | Wings at the Speed of Sound            |
| 1976  | Al Stewart                     | Year of the Cat                        |
| 1976  | The Alan Parsons Project       | Tales of Mystery and Imagination       |
| 1976  | Black Sabbath                  | Technical Ecstasy                      |
| 1976  | Genesis                        | A Trick of the Tail                    |
| 1976  | 10cc                           | How Dare You!                          |
| 1976  | Led Zeppelin                   | The Song Remains the Same              |
| 1976  | Led Zeppelin                   | Presence                               |
| 1976  | Brand X                        | Unorthodox Behaviour                   |
| 1976  | Wings                          | Wings over America                     |
| 1976  | UFO                            | No Heavy Petting                       |
| 1976  | Wishbone Ash                   | New England                            |
| 1977  | Wishbone Ash                   | Front Page News                        |
| 1977  | UFO                            | Lights Out                             |
| 1977  | Genesis                        | Wind and Wuthering                     |
| 1977  | The Alan Parsons Project       | I Robot                                |
| 1977  | 10cc                           | Deceptive Bends                        |
| 1977  | Roy Harper                     | Bullinamingvase                        |
| 1977  | Brand X                        | Moroccan Roll                          |
| 1977  | Sammy Hagar                    | Sammy Hagar                            |
| 1977  | Al Stewart                     | The Early Years                        |
| 1977  | Sammy Hagar                    | Musical Chairs                         |
| 1977  | Bad Company                    | Burnin' Sky                            |
| 1977  | Pink Floyd                     | Animals                                |
| 1977  | Electric Light Orchestra       | The Light Shines On                    |
| 1977  | Peter Gabriel                  | Peter Gabriel (Car)                    |
| 1977  | Yes                            | Going for the One                      |
| 1977  | Steve Harley and Cockney Rebel | Face to Face: A Live Recording         |
| 1977  | Hawkwind                       | Quark, Strangeness and Charm           |
| 1977  | Status Quo                     | Live!                                  |
| 1977  | Strawbs                        | Deadlines                              |
| 1977  | The Moody Blues                | Caught Live + 5                        |
| 1978  | AC/DC                          | Dirty Deeds Done Dirt Cheap            |
| 1978  | Pezband                        | Laughing in the Dark                   |
| 1978  | Rick Wright                    | Wet Dream                              |
| 1978  | David Gilmour                  | David Gilmour                          |
| 1978  | Styx                           | Pieces of Eight                        |
| 1978  | Todd Rundgren                  | Back to the Bars                       |
| 1978  | XTC                            | Go 2                                   |
| 1978  | Yes                            | Tormato                                |
| 1978  | Genesis                        | … And Then There Were Three…           |
| 1978  | Wishbone Ash                   | No Smoke Without Fire                  |
| 1978  | Peter Gabriel                  | Peter Gabriel (Scratch)                |
| 1978  | Al Stewart                     | Time Passages                          |
| 1978  | The Alan Parsons Project       | Pyramid                                |
| 1978  | Black Sabbath                  | Never Say Die!                         |
| 1978  | Renaissance                    | A Song for All Seasons                 |
| 1978  | UFO                            | Obsession                              |
| 1978  | 10cc                           | Bloody Tourists                        |
| 1978  | Gérard Manset                  | 2870                                   |
| 1979  | Ashra                          | Correlations                           |
| 1979  | UFO                            | Strangers in the Night                 |
| 1979  | Scorpions                      | Lovedrive                              |
| 1979  | The Alan Parsons Project       | Eve                                    |
| 1979  | Bad Company                    | Desolation Angels                      |
| 1979  | Edgar Broughton Band           | Parlez-Vous English                    |
| 1979  | 10cc                           | Greatest Hits 1972-1978                |
| 1979  | Led Zeppelin                   | In Through the Out Door                |
| 1979  | Brand X                        | Product                                |
| 1979  | Gary Brooker                   | No More Fear of Flying                 |
| 1979  | Steve Hillage                  | Live Herald                            |
| 1979  | Godley & Creme                 | Freeze Frame                           |
| 1979  | UK                             | Danger Money                           |
| 1979  | Mick Taylor                    | Mick Taylor                            |
| 1980  | The Pretty Things              | Cross Talk                             |
| 1980  | Brand X                        | Do They Hurt?                          |
| 1980  | 10cc                           | Look Hear?                             |
| 1980  | Peter Gabriel                  | Peter Gabriel (Melt)                   |
| 1980  | Scorpions                      | Animal Magnetism                       |
| 1980  | UFO                            | No Place to Run                        |
| 1980  | Wishbone Ash                   | Just Testing                           |
| 1981  | UFO                            | The Wild, the Willing and the Innocent |
| 1981  | Pink Floyd                     | A Collection of Great Dance Songs      |
| 1981  | Rainbow                        | Difficult to Cure                      |
| 1981  | Nick Mason                     | Fictitious Sports                      |
| 1981  | Roger Taylor                   | Fun in Space                           |
| 1981  | Def Leppard                    | High 'n' Dry                           |
| 1981  | Yumi Matsutoya                 | Sakuban oai shimasho                   |
| 1982  | Paul McCartney                 | Tug of War                             |
| 1982  | Rainbow                        | Straight Between the Eyes              |
| 1982  | The Alan Parsons Project       | Eye in the Sky                         |
| 1982  | Bad Company                    | Rough Diamonds                         |
| 1982  | Led Zeppelin                   | Coda                                   |

## Documentaire
Un documentaire intitulé Squaring the Circle (The Story of Hipgnosis) sortira le 14 juillet au cinema (UK) et en VOD.